# Martin Åberg (historiker)
Martin Åberg, född 1962, är en svensk historiker och professor vid Karlstads universitet samt skribent för bland annat Historisk tidskrift.

## Utgivning i urval
- 1998 –  Samförståndets tid: konflikt, samarbete och nätverk i svensk lokalpolitik. Historiska media. ISBN 91-88930-33-5
- 2002 –  Social capital and democratisation: roots of trust in post-Communist Poland and Ukraine (med Mikael Sandberg). Aldershot: Ashgate. ISBN 0-7546-1936-2
- 2006 –  Politikern i svensk satir 1950-2000: från folkhemspamp till välfärdsmanager. Nordic Academic Press. ISBN 91-89116-83-6
- 2004 –  Tvärvetenskap: fält, perspektiv eller metod (red. med Fredrik Sunnemark). Studentlitteratur. ISBN 91-44-03039-8